# Hasnain Kazim

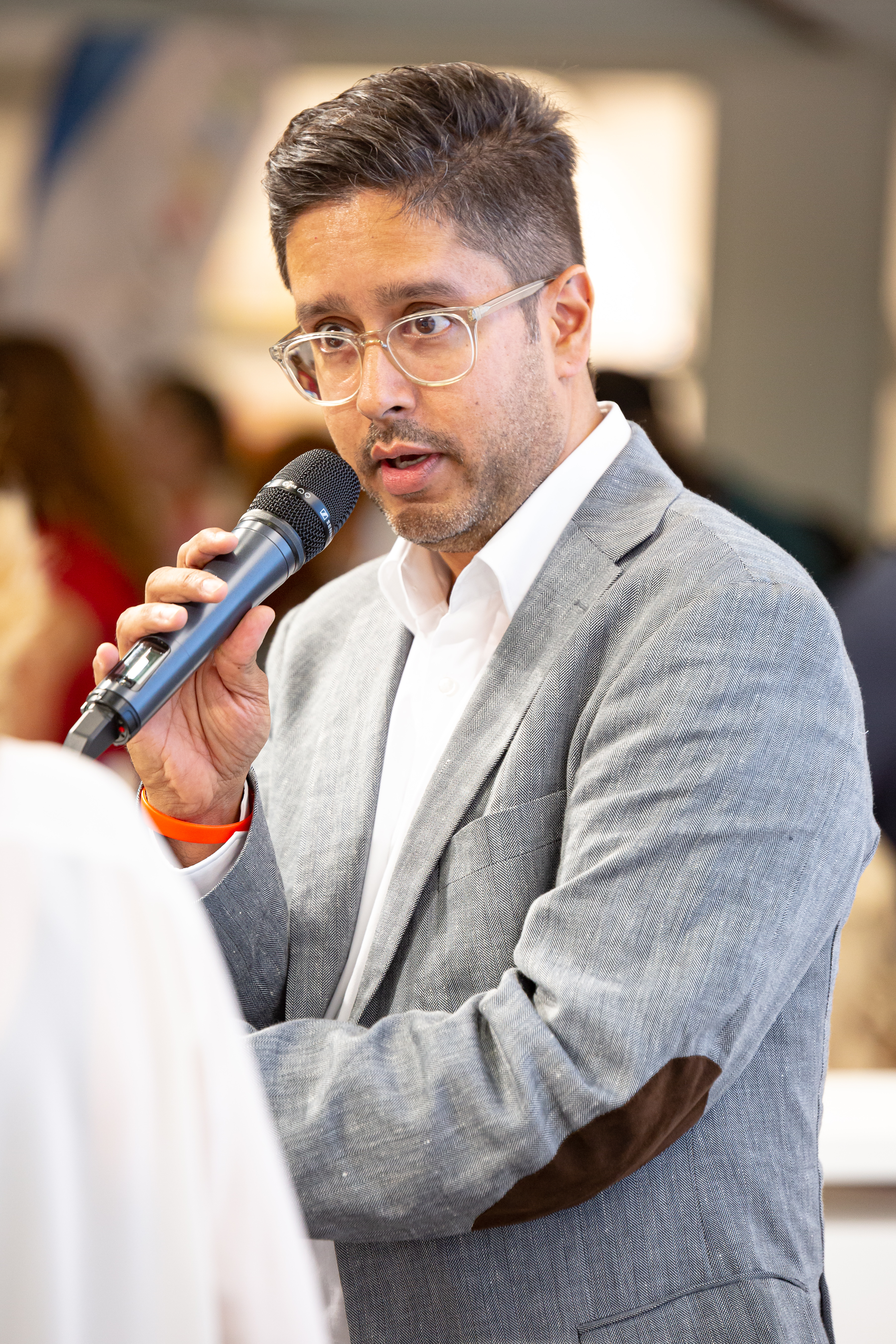
Hasnain Kazim auf der Frankfurter Buchmesse 2018

Hasnain Niels Kazim (* 19. Oktober 1974 in Oldenburg) ist ein deutscher Journalist und Autor. Er erlangte besondere Aufmerksamkeit durch seine Arbeit als Südasien- und später Türkei-Korrespondent für Spiegel Online, wo er für seine kritische Berichterstattung, auch unter persönlichen Risiken, bekannt wurde. Seine Werke und sein Engagement gegen Rassismus und Populismus beziehen sich zumeist auf gesellschaftliche Themen und den interkulturellen Dialog.

## Leben
Kazims Eltern sind Migranten aus Pakistan. Sein Vater war Seemann, seine Mutter arbeitete als Übersetzerin. Er wuchs zusammen mit seiner Schwester in Hollern-Twielenfleth im Alten Land auf und besuchte das Stader Vincent-Lübeck-Gymnasium, für welches er im Jahr 2010 Pate beim Schullabel Schule ohne Rassismus – Schule mit Courage wurde. 1994 trat Hasnain Kazim als Offizieranwärter in die Deutsche Marine ein und studierte an der Universität der Bundeswehr Hamburg Politikwissenschaft. Nach dem Studium diente er als Marineoffizier.
Für die FDP erreichte er als Kandidat bei der Landtagswahl in Niedersachsen 1998 im damaligen Wahlkreis 70 ein persönliches Ergebnis von 2,7 Prozent der Erststimmen. Zwei Monate nach der Wahl trat er aus der FDP aus.
Seine journalistische Karriere begann Kazim als freier Mitarbeiter beim Stader Tageblatt. Danach war er unter anderem für die Heilbronner Stimme sowie für die Nachrichtenagentur dpa tätig. Seit dem Jahr 2006 arbeitete er als Redakteur bei der Nachrichten-Website Spiegel Online. Seit Juli 2009 war er als Südasien-Korrespondent von Spiegel Online sowie dem Nachrichtenmagazin Der Spiegel in Islamabad, seit 2013 deren Türkei-Korrespondent in Istanbul. 2014 wurde er wegen seiner Berichterstattung über das Grubenunglück von Soma von Anhängern des türkischen Ministerpräsidenten Erdoğan massiv angefeindet und erhielt Morddrohungen, woraufhin er die Türkei aus Sicherheitsgründen kurzfristig verließ. Türkische Behörden verweigerten ihm und weiteren Journalisten nach monatelanger Wartezeit zu Beginn des Jahres 2016 die Verlängerung der Presseakkreditierung. Da die türkische Aufenthaltsgenehmigung für ausländische Journalisten eine Akkreditierung voraussetzt, zog er im März 2016 nach Wien, wo er als Österreich-Korrespondent arbeitete und weiterhin über die Türkei berichtete. Ende 2019 schied er als Spiegel-Korrespondent aus und arbeitet seither als freier Autor in Wien.

## Publizistische Tätigkeit
Kazim ist Autor der Bücher Grünkohl und Curry, das die Einwanderung in Deutschland aus seiner persönlichen Sicht thematisiert, Plötzlich Pakistan, einem literarischen Gesellschaftsporträt des Landes, Krisenstaat Türkei, über Erdoğan und das Ende der Demokratie am Bosporus sowie Post von Karlheinz, über deutsche Hassmails und seine Antworten darauf. In seinem Buch Auf sie mit Gebrüll! ... und mit guten Argumenten gibt er Anleitungen, Pöblern und Populisten Paroli zu bieten. Seit Ende 2010 ist er Pate des Vincent-Lübeck-Gymnasiums in Stade im Projekt Schule ohne Rassismus – Schule mit Courage.
Zusammen mit den Journalisten Mely Kiyak, Yassin Musharbash, Deniz Yücel, Özlem Topçu, Özlem Gezer, Doris Akrap und Ebru Taşdemir las er bis 2015 bei der „antirassistischen Leseshow“ Hate Poetry rassistische Schmäh- und Drohbriefe vor, mit denen er wegen seiner journalistischen Tätigkeit zuhauf belästigt wird. 2014 wurde das Gründungsteam von Hate Poetry in der Kategorie „Sonderpreis“ als Journalisten des Jahres ausgezeichnet.
Nach der Bundestagswahl 2017 wurde Kazim von Marc Felix Serrao in der Neuen Zürcher Zeitung für seine Kommentierung des Wahlergebnisses in Ostdeutschland kritisiert. Kazim hatte geschrieben: „Höre, ich solle Ostdeutsche ,ernst nehmen‘. Ihr kamt 1990 mit dem Trabbi angeknattert und wählt heute AfD – wie soll ich euch ernst nehmen?“ 2019 tauschte Kazim mit dem Tübinger Oberbürgermeister Boris Palmer für eine Woche die Facebook-Profile, um in einem Experiment die Resonanz von Social-Media-Posts bei unterschiedlichen Filterblasen zu erproben.
2020 wurde Kazim für einen Tweet über Russlanddeutsche kritisiert. Kazim schrieb, um von der Kohl-Regierung als Russlanddeutscher anerkannt zu werden, habe „der Besitz eines Schäferhundes vor 200 Jahren“ ausgereicht. Der Migrationsforscher Jannis Panagiotidis kritisierte die Äußerung in der taz und auf Dekoder als diskriminierend und verglich sie mit rechten Parolen aus den 1990er Jahren. Russlanddeutsche posteten als Reaktion auf Kazims Äußerung in Sozialen Medien Bilder von sich und ihren Hunden. Kazim entschuldigte sich später auf Facebook.

## Auszeichnungen
Kazim wurde im Jahr 2009 mit dem CNN Journalist Award ausgezeichnet für seinen Bericht Angriff auf Mumbai. Protokoll eines mörderischen Feldzugs. Darin rekonstruierte er den Terrorangriff auf die indische Großstadt im Jahr 2008. Er erhielt 2015 den Medienpreis Goldener Kompass und erreichte bei der Wahl zum Politikjournalisten des Jahres 2016 des Medium Magazins den dritten Platz.

## Werke
- Grünkohl und Curry. Die Geschichte einer Einwanderung. dtv, München 2009, ISBN 978-3-423-24739-9.
- Plötzlich Pakistan. Mein Leben im gefährlichsten Land der Welt. dtv, München 2015, ISBN 978-3-423-26077-0.
- Krisenstaat Türkei. Erdoğan und das Ende der Demokratie am Bosporus. DVA, München 2017, ISBN 978-3-421-04784-7.
- Post von Karlheinz. Wütende Mails von richtigen Deutschen – und was ich ihnen antworte. Penguin, München 2018, ISBN 978-3-328-10272-4.
- Auf sie mit Gebrüll! … und mit guten Argumenten. Penguin, München 2020, ISBN 978-3-328-10493-3.
- Mein Kalifat. Ein geheimes Tagebuch, wie ich das Abendland islamisierte und die Deutschen zu besseren Menschen machte. Penguin, München 2021, ISBN 978-3-328-10734-7.
- Mein Kalifatskochbuch. Weisheiten & Rezepte - Von Arbeitercurry bis Zwiebelmett – der Kalif bittet zu Tisch. Penguin, München 2022, ISBN
- ZOFF! BUMM! BÄMM!- Ein Streitbuch. Carlsen, Hamburg 2023, ISBN
- Deutschlandtour. Auf der Suche nach dem, was unser Land zusammenhält – Ein politischer Reisebericht. Penguin, München 2024, ISBN 978-3-328-60177-7 (352 S.).